# دمچه‌ای ابروسفید
دمچه‌ای ابروسفید (نام علمی: Sylvietta leucophrys) نام یک گونه از سرده دمچه‌ای‌ها است.